# Accademia Nazionale di Santa Cecilia

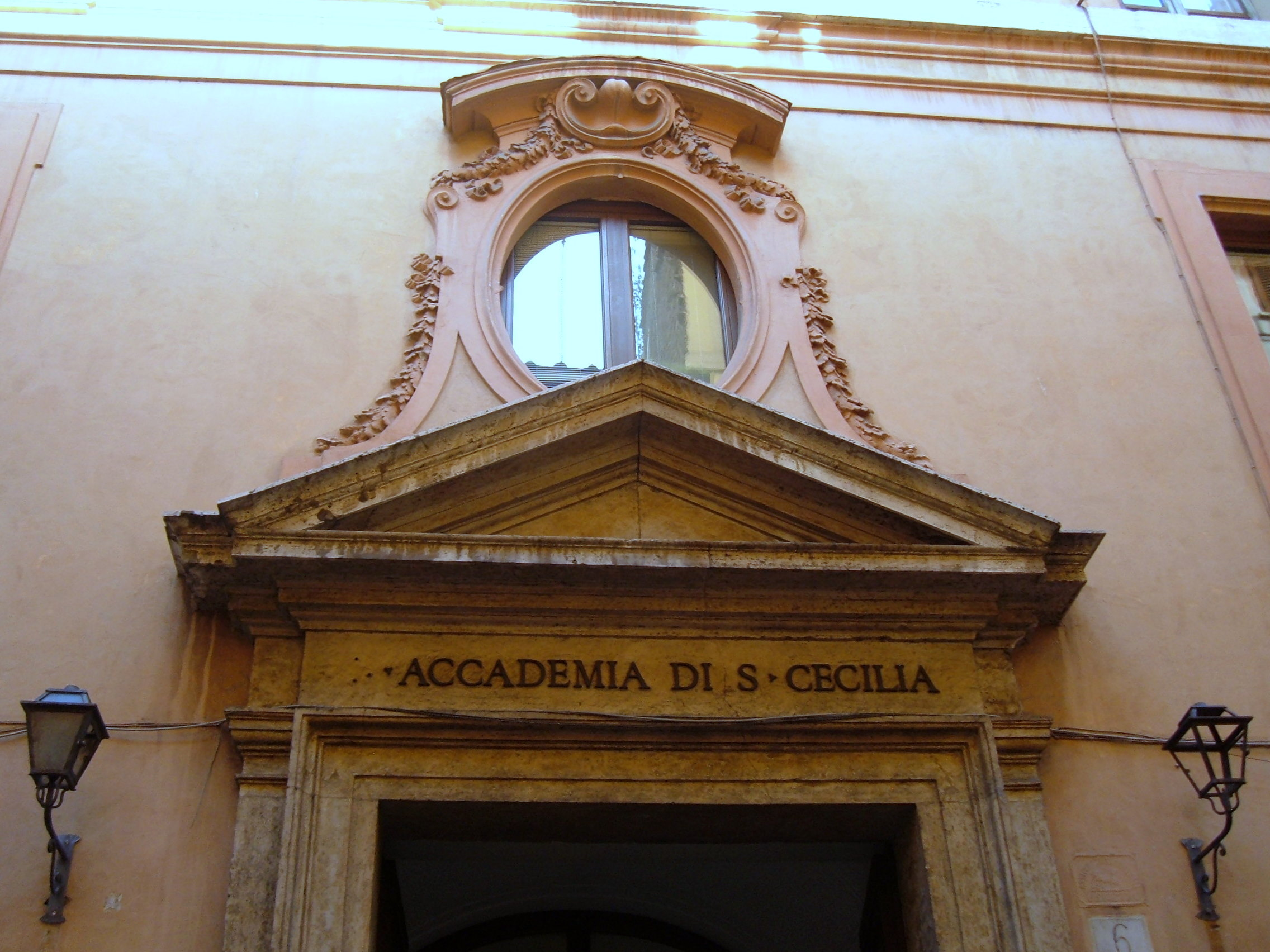
Portal des historischen Sitzes der Accademia

Die Accademia Nazionale di Santa Cecilia (italienisch für Nationale Akademie der Heiligen Cäcilia) gehört zu den weltweit ältesten Musikinstitutionen. Ihr heutiger Sitz befindet sich im Auditorium Parco della Musica in der italienischen Hauptstadt Rom.
Sie wurde durch Papst Sixtus V. im Jahre 1585 in Form einer Kongregation gegründet. Im Laufe der Jahrhunderte hat sie sich von einer örtlichen Musikervereinigung zu einer international berühmten Musikakademie entwickelt, mit einem Chor und einem Symphonieorchester, dem Orchestra dell’Accademia Nazionale di Santa Cecilia.

## Geschichte

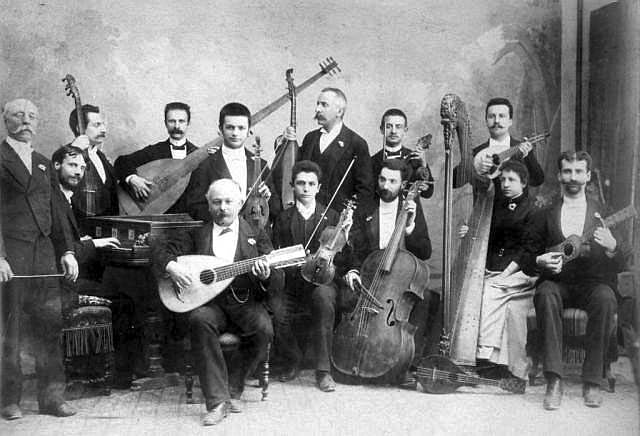
Musiker der Akademie posieren vor dem Konzert im Palazzo Doria Pamphili in Rom. Giuseppe Branzoli sitzt im Vordergrund und hält eine Mandolone in der Hand

Die Accademia Nazionale di Santa Cecilia wurde durch die päpstliche Bulle Ratione congruit von Sixtus V. im Jahre 1585 in Form einer Kongregation gegründet, worin zwei Heilige erwähnt werden, die in der europäischen Musikgeschichte von herausragender Bedeutung sind: Gregor der Große, nach dem der Gregorianische Choral benannt ist, und die Heilige Cäcilia, Schutzpatronin der Musik. Der erste Sitz der Kongregation befand sich von 1585 bis 1622 in der Kirche Santa Maria ad Martires, besser bekannt als Pantheon. Später residierte die Gemeinschaft in der Kirche San Paolino alla Colonna (1622–1652), Santa Cecilia in Trastevere (1652–1661), San Nicola dei Cesarini (1661–1663), Chiesa della Maddalena (1663–1685), und schließlich ab 1685 in San Carlo ai Catinari.
Im ersten Jahrhundert ihres Bestehens arbeiteten hier berühmte zeitgenössische Musiker, darunter Giovanni Pierluigi da Palestrina und Luca Marenzio. Im frühen 18. Jahrhundert wuchs der Ruhm der Akademie, als Persönlichkeiten wie Arcangelo Corelli, Alessandro und Domenico Scarlatti, Niccolò Jommelli, Baldassare Galuppi und Pasquale Anfossi mit ihr verbunden waren. 1716 verordnete Papst Clemens XI. für alle in Rom tätigen Musiker die obligatorische Mitgliedschaft in der Kongregation. Im Jahre 1774 wurde die Komponistin Maria Rosa Coccia als erstes weibliches Mitglied aufgenommen. Während der Napoleonischen Kriege wurden die Aktivitäten der Accademia eingestellt, im Jahre 1822 während der Restauration nach dem Wiener Kongress jedoch wieder aufgenommen. Bis zum Jahre 1870, dem Ende des Kirchenstaates, bestand eine jahrhundertelange Rivalität mit einer weiteren bedeutenden musikalischen Institution des päpstlichen Roms, dem Chor der Sixtinischen Kapelle.
Das 19. Jahrhundert war eine Zeit der großen Änderungen. Die Institution ermöglichte die Mitgliedschaft für Personen, die bis zu diesem Zeitpunkt ausgeschlossen waren: Tänzer, Dichter, Musikhistoriker, Musikinstrumentenbauer und Musikverleger. 1838 wurde die Kongregation der Heiligen Cäcilia offiziell zur Akademie und darauf zur Päpstlichen Akademie ernannt. Zu ihren Mitgliedern zählten damals Luigi Cherubini, Mercadante, Donizetti, Rossini, Paganini, Auber, Liszt, Mendelssohn, Berlioz, Gounod und Meyerbeer. Eines ihrer Ehrenmitglieder war Königin Victoria.
Nach der Einigung Italiens im Jahre 1870 wurde die Akademie 1895 wiedererrichtet. Das Orchestra dell’Accademia Nazionale di Santa Cecilia und der Chor wurden 1908 gegründet. Die Accademia entwickelte sich von einem musikalischen Liceo zu einem Konservatorium und beherbergt heute auch eine Schauspielschule, die zunächst nach Eleonora Duse und 1936 nach Silvio D’Amico benannt wurde, sowie ein Zentrum für Experimentalkino. Seit 2008 unterhält die Akademie zudem ein Musikinstrumentenmuseum namens MUSA.

## Berühmte Absolventen
- Beniamino Gigli (1890–1957), italienischer Opernsänger und Filmschauspieler
- Sumi Jo (* 1962), südkoreanische Sopranistin
- Ennio Morricone (1928–2020), italienischer Komponist, Dirigent und Oscarpreisträger
- Cecilia Bartoli (* 1966), italienisch-österreichische Opernsängerin

## Ehrenmitglieder
- Engelbert Humperdinck (1854–1921), deutscher Komponist
- Aktuelle Ehrenmitglieder mit Stand 2020:

Martha Argerich, Vladimir Ashkenazy, Daniel Barenboim, Alfred Brendel, Chung Myung-whun, Plácido Domingo, Peter Eötvös, Valery Gergiev, Philip Glass, Sofia Asgatowna Gubaidulina, Jonas Kaufmann, György Kurtág, Alexander Lonquich, Yo-Yo Ma, Zubin Mehta, Anne-Sophie Mutter, Kent Nagano, Seiji Ozawa, Arvo Pärt, Itzhak Perlman, Simon Rattle, Gianfranco Ravasi, Grigory Sokolov, Yuri Temirkanov